# Michał Butkiewicz (harcerz)
Michał Adam Butkiewicz ps. Karszun (ur. 8 października 1968) – harcmistrz, przewodniczący Związku Harcerstwa Rzeczypospolitej w latach 2008–2012, z zawodu prawnik, bankowiec, finansista.
W latach 1992–2002 pracował w Banku Pocztowym, w późniejszym czasie jako wiceprezes zarządu. Obecnie członek zarządu Oponeo.pl SA w Bydgoszczy.
Jest mężem Bogusławy Pasieki-Butkiewicz – Naczelniczki Harcerek ZHR w latach 1990–1992. Ojciec czworga dzieci: Mateusza, Mikołaja, Magdaleny oraz Małgorzaty, z których pierwsza trójka to także instruktorzy harcerscy.

## Harcerstwo
- był drużynowym 95 Bydgoskiej Drużyny Harcerzy „Dęby”; przed 1989 rokiem jego środowisko było związane z niejawnym Ruchem Harcerskim,
- w ZHR od 1989 roku do 12 lutego 1989 roku w Komitecie Założycielskim ZHR; zweryfikowany do podharcmistrza rozkazem Naczelnika ZHR L1/90; nominacja na harcmistrza – rozkazem L 7/90; w ramach próby harcmistrzowskiej przygotował projekt zmian w Statucie ZHR wprowadzający podział na Organizację Harcerek i Organizację Harcerzy (wykorzystany podczas II Walnego Zjazdu ZHR),
- od 1 kwietnia 1989 roku członek Rady Naczelnej ZHR (wybranej na I Walnym Zjeździe); w Radzie Naczelnej ZHR do 1993 roku,
- od 1 listopada 1989 do 15 kwietnia 1991 roku hufcowy Bydgoskiego Hufca Harcerek i Harcerzy,
- od 20 kwietnia do listopada 1990 roku kierownik sekcji informacyjnej Wydziału Zagranicznego Głównej Kwatery ZHR; czynny w pracy Referatu „Wschód” ZHR – gdzie współtworzył zręby polskiego harcerstwa na Litwie (od grudnia 1989 roku Związku Harcerstwa Polskiego na Litwie); m.in. uczestnik pierwszej wyprawy instruktorów ZHR do Wilna – 18 września 1989 roku
- od 30 stycznia 1991 do 1993 roku członek Naczelnictwa ZHR; w 1992 roku wśród architektów zjednoczenia ZHR i ZHP–1918
- od lutego 1991 do 1993 roku przewodniczący Zarządu Okręgu Warmińsko-Pomorskiego ZHR; w latach 1993–1995 jako skarbnik okręgu.[2]
- w 1992 roku został redaktorem naczelnym pisma „Bratnie Słowo”, nawiązującego tradycją do pisma warszawskiego „KIHAM” wydawanego w latach 1980–1981, pod tym samym tytułem.

W latach 1995–1997 był skarbnikiem Związku Harcerstwa Rzeczypospolitej. Od 2000 roku pełnił funkcję pełnomocnika trzech kolejnych przewodniczących Związku Harcerstwa Rzeczypospolitej ds. Funduszu Płaskiego Węzła, którego był pomysłodawcą i organizatorem. Od 2008 roku przewodniczący Związku Harcerstwa Rzeczypospolitej. Podczas XI Zjazdu Związku Harcerstwa Rzeczypospolitej został wybrany na drugą kadencję pokonując hm. Ireneusza Dzieszko stosunkiem głosów 168 do 65. Obecnie członek Rady Naczelnej ZHR.
W 2015 roku odznaczony Krzyżem Kawalerskim Orderu Odrodzenia Polski. Podczas XVI Zjazdu ZHR w kwietniu 2018 roku otrzymał Medal „Pro Patria”  nadany przez Szefa Urzędu do Spraw Kombatantów i Osób Represjonowanych w uznaniu szczególnych zasług w kultywowaniu pamięci o walce o niepodległość Rzeczypospolitej Polskiej. W dniu 21 lutego 2020 roku za aktywną działalność społeczną, która przyczyniła się do budowania i wzmacniania suwerenności oraz niepodległości Rzeczypospolitej został mu przyznany Medal Stulecia Odzyskanej Niepodległości.
W dniu 8 lipca 2025 roku, decyzją Prezydenta Rzeczypospolitej Polskiej Andrzeja Dudy, Michał Butkiewicz został odznaczony Krzyżem Oficerskim Orderu Odrodzenia Polski „za wybitne zasługi na rzecz wychowania pokoleń młodzieży w duchu idei harcerskiej i kształtowania postaw patriotycznych”.